# José Scatena
José Aliado Brasil Italo Scatena, conhecido simplesmente por José Scatena (Sertãozinho, 19 de março de 1918 - São Paulo, 28 de maio de 2011), foi um advogado, empresário, publicitário, ator e radioator brasileiro.
Iniciou sua carreira de ator de radionovelas no ano de 1939, na Rádio Difusora de São Paulo. Participou de alguns filmes na década de 1950, como em Sai da Frente (filme de 1952).
Em 1947 fundou a RGE (Rádio Gravações Especializadas), inicialmente uma agência de jingles e que futuramente torna-se-ia uma das principais gravadoras brasileira.
José Scatena faleceu no dia 28 de maio de 2011, aos 93 anos de idade, de complicações decorrentes de uma infecção e insuficiência respiratória. 